# Christianoconcha quintali
Christianoconcha quintali är en snäckart som beskrevs av Tom Iredale 1945. Christianoconcha quintali ingår i släktet Christianoconcha och familjen punktsnäckor. Inga underarter finns listade i Catalogue of Life.